# Daviesia acicularis
Daviesia acicularis är en ärtväxtart som beskrevs av James Edward Smith. Daviesia acicularis ingår i släktet Daviesia, och familjen ärtväxter. Inga underarter finns listade i Catalogue of Life.